# 中山克己
中山 克己（なかやま かつみ、1942年8月11日 - ）は、日本の俳優。劇団俳優座養成所13期生。本名同じ。所属事務所は希楽星。中山 克巳と表記される作品もある。

## 来歴・人物
兵庫県出身。森村学園卒業。1961年に俳優座養成所に入所し、1964年に卒業後は劇団俳優小劇場に所属した。養成所時代の同期には石立鉄男、細川俊之、横内正らがいた。
NHKの教育番組なかよしリズムの初代の歌のお兄さん。
俳小時代には俳優仲間の山谷初男とともに千葉県御宿町で海の家を営んでおり、ここへ円谷一が家族で訪れたことが縁で『怪奇大作戦』へ出演している。
子供が成人するまでは安定した仕事で養おうという考えから、1970年代半ばに俳優業を休業し20年ほどサラリーマンとして働いていた。

## エピソード
- 『ウルトラマンA』に梶研究員役で出演しているが、企画書では吉村隊員役の候補に挙げられていた[3]。

## 出演

### 連続ドラマ
- 大河ドラマ
  - 太閤記（1965年） - 菊丸
  - 竜馬がゆく（1968年） - 田中顕助
  - 北条時宗（2001年） - 藤原基家
  - 篤姫（2008年） - 島津豊後
  - 平清盛（2012年）
- 喜びも悲しみも幾歳月（1965年）
- これが青春だ （1966年 - 1967年、NTV / 東宝・テアトルプロ） - 森修二
- 昔三九郎 第14話「仇討のからくり」（1968年、NTV / 三船プロ）
- ローンウルフ 一匹狼 第27話「車椅子の女」（1968年、NTV / 東映）
- 怪奇大作戦 第6話「吸血地獄」（1968年、TBS / 円谷プロ） - 山本周作
- 鬼平犯科帳（NET / 東宝)
  - 第1シリーズ（1970年）
    - 第42話「恋文」 - 音松
    - 第62話「罪ほろぼし」 - 弥吉

  - 第2シリーズ 第23話「泥鰌の和助始末」（1972年）
- ミラーマン 第4話「コバルト60の恐怖」（1971年、CX / 円谷プロ） - 塚本郁夫
- ウルトラマンA（1972年、TBS / 円谷プロ） - 梶洋一（TAC兵器開発研究員） 
  - 第1話「輝け! ウルトラ五兄弟」 - 第3話「燃えろ! 超獣地獄」
  - 第5話「大蟻超獣対ウルトラ兄弟」 - 第14話「銀河に散った5つの星」
  - 第16話「怪談・牛神男」 - 第27話「奇跡! ウルトラの父」
  - 第31話「セブンからエースの手に」
- 清水次郎長 第41話「女の意地で惚れました」（1972年、CX / 東映・タケワキプロ） - 七之助
- 刑事くん （TBS / 東映）
  - 第1部 第55話「いつか見た青い空」（1972年） - 吉谷
  - 第2部 第21話「手探りで幸せを･･･」（1973年）
- キイハンター 第238話「それ行け! ギャングとスパイの大追跡」（1972年、TBS / 東映） - 警官
- 太陽にほえろ!
  - 第24話「ジュンのお手柄」（1972年） - 岩本裕三
  - 第84話「人質」（1974年） - 中野英夫
  - 第537話「赤い憎悪」（1982年） - 多摩刑務所看守
- 火曜日の女シリーズ・男と女と（1973年、国際放映 / NTV）
- ジキルとハイド 第7話「雨の慟哭」（1973年、CX / 東宝）
- 熱血猿飛佐助 第16話「姉おとうと」（1973年、TBS / 東映） - 市松
- 新選組（1973年、CX / 東映） - 藤堂平助
- 仮面ライダーシリーズ（東映）
  - 仮面ライダーV3 第23話「恐怖! 墓場から来た吸血男」（1973年、MBS） - 黒田狂一
  - 仮面ライダーウィザード 第18話「魔力が食事」（2013年、EX） - 神主
- 銭形平次 第394話「上州無宿鉄次郎」（1973年、CX / 東映） - 喜三郎
- ご存知遠山の金さん 第12話 「無駄骨折って地獄を見た」（1973年、NET/ 東映） - 常吉
- 右門捕物帖（1974年 - 1975年、NET/ 東映） - 山下
- 水戸黄門（TBS / C.A.L）
  - 第3部 第16話「あほんだら兄ちゃん」（1972年） - 藤七
  - 第5部 第10話「恋にかける天の橋立・宮津」（1974年） - 三之助
- 大岡越前 第4部 第3話「男やもめに花が咲く」（1974年、TBS / C.A.L） - 京三郎
- 海にかける虹～山本五十六と日本海軍（1983年1月2日、TX / 東映） - 藤井茂（連合艦隊政務参謀）
- 赤かぶ検事奮戦記 第3シリーズ 第12話「なぜ楊貴妃は首を吊ったか?」（1983年、ABC / 松竹） - 岡村益雄
- 火曜サスペンス劇場 小京都ミステリー（1999年） - 上村正三
- 週末婚 第13話「どん底まで落ちて」（1999年）
- ラビリンス（1999年）
- サラリーマン金太郎 第2期 第8話「金太郎VSニセ金太郎!?」（2000年）
- 女同士（2000年）
- 幸福の明日（2000年）
- バスストップ（2000年）
- 花村大介 第11話「OL救え」（2000年）
- やまとなでしこ 第1話「ずっと探してた人」、第2話「恋を失うとき」（2000年） - 執事
- ただいま満室 第3話「Hで略奪する(秘)テク」（2000年）
- ストレートニュース 第4話「汚れた金メダル」（2000年）
- 女優・杏子 第10話（2001年）
- フレーフレー人生! 第9話「北海道…涙の再会」（2001年）
- 恋するトップレディ 第3話「守ってあげたい!」（2002年） - 中島園長
- ウエディングプランナー SWEETデリバリー 第2話「もと彼」（2002年）
- 眠れぬ夜を抱いて（2002年）
- 薔薇の十字架 第4話「知りすぎた姑」（2002年）
- 美女か野獣 第3話「二人きりの夜」（2003年）
- 恋は戦い! 第4話「二股の恋 純情な恋」（2003年）
- ぼくの魔法使い 第9話「（秘）遥のダイエット」（2003年）
- 金曜時代劇 / ゆうれい貸します（2003年）
- 高原へいらっしゃい 第6話「涙と感動のウエディングケーキ」（2003年）
- クニミツの政 第8話「ママごめんなさい」、第9話「対決! ゴミ戦争」（2003年）
- 幸福の王子 第9話「記憶が消える!? 病魔が切り裂く二人の愛」（2003年）
- 警視庁鑑識班2004 第一回（2004年1月14日） - 渡辺刑事
- 愛情イッポン!（2004年）
- こちら本池上署 第4シリーズ第5話「絶対音感の女」（2004年）
- 愛のソレア（2004年）
- タイガー＆ドラゴン 第2話（2005年4月22日、TBS） - 落語家A 役
- 富豪刑事 第1シリーズ第3話「密室の富豪刑事」（2005年） - 宮本法男
- アストロ球団 第3話、第4話（2005年）
- ナニワ金融道 パート6（2005年）
- 柳生十兵衛七番勝負（2005年）
- けものみち　第3話「本物のワル」（2006年）
- 氷壁（2006年）
  - 第1話「運命のザイル」
  - 第3話「愛と疑惑」 - 第5話「戻れないふたり」
- 連続テレビ小説
  - 純情きらり 第79話（2006年）
  - どんど晴れ 第61話（2007年）
- 熱き夢の月
- 7人の女弁護士 第1シリーズ 第7話「魔性の女の完全犯罪!? 離婚殺人の怪しい罠…」（2006年）
- ドラマW / MBO マネジメント・バイアウト〜経営権争奪・企業買収の行方〜（2007年）
- ハゲタカ　第4話「激震! 株主総会」 - 第6話「新しきバイアウト」（2007年）
- 夫婦道 第1シリーズ 第2話「次女の相手は還暦だ!!」（2007年） - 「高鍋園」の客（祖父）
- 新マチベン 〜オトナの出番〜 第4話「名前のない依頼人」（2007年）
- 陽炎の辻〜居眠り磐音 江戸双紙〜 第8話「対決の晩夏」（2007年） - 白石孝盛
- ハタチの恋人（2008年）
- 任侠ヘルパー　第1話「極道から老人介護への華麗なる転身!!」 - 第4話「詐欺ヘルパー現る」（2009年）
- 温泉へGo!（2008年）
- 特上カバチ 第8話「決断!! 事務所を去る日」（2010年） - 宮城部長
- 検事・鬼島平八郎 第6話「告発…検察の闇」、第7話「戦いの果てに…」（2010年）
- 相棒
  - season10（2011年）
  - season18（2020年） - 木村勝則
- 土曜ドラマスペシャル 神様の女房 第2話（2011年10月8日） - 電気店社長
- 警視庁捜査資料管理室 (仮)（2019年） - 明石寛治
- 全っっっっっ然知らない街を歩いてみたものの 第1話（2021年3月28日、フジテレビ）
- 金田一少年の事件簿 聖恋島殺人事件 後編（2022年） - 藤本正
- 暴太郎戦隊ドンブラザーズ ドン22話（2022年7月31日） - 執事
- 合理的にあり得ない 〜探偵・上水流涼子の解明〜 第10話（2023年6月19日） - 光谷啓太郎
- 院内警察 第3話 - 第5話（2024年1月26日 - 2月9日、フジテレビ） - 乾井卓 役
- ソロ活女子のススメ4 第4話（2024年4月25日、テレビ東京） - カドクラの客 役
- TXQ FICTION イシナガキクエを探しています（2024年4月30日 - 5月18日、テレビ東京） - 米原実次 役[4]
- 新宿野戦病院 第7話（2024年8月14日、フジテレビ） - ノリ 役
- 特捜9 final season 第4話（2025年4月30日、テレビ朝日） - 霧音村村民 役[5]

### 単発ドラマ
- 火曜サスペンス劇場 小京都ミステリー 第25作（1999年） - 上村正三
- 月曜ドラマスペシャル 陰の季節 第2作「動機」（2001年）
- 女と愛とミステリー
  - 天使の傷痕（2001年） - 沼沢章吾
  - 捜査検事・近松茂道 第1作「グズ茂検事の犯罪捜査」（2002年）
- 土曜ワイド劇場
  - 元祖! 混浴露天風呂連続殺人 第21作「封印された親娘の謎」（2001年）
  - 松本清張没後10年企画・疑惑（2003年）
  - 鉄道捜査官
    - 第4作（2004年） - 若宮
    - 第13作（2012年） - 不動産屋

  - 温泉若おかみの殺人推理 第17作（2006年） - 藤巻玄太郎
  - 家政婦は見た! 第25作（2007年） - 聞き手
  - デパート仕掛け人!天王寺珠美の殺人推理 第2作（2008年） - 「アモーレ・ディ・マドレ」役員
  - 隠蔽捜査 第1作（2007年） - 工藤春男
- ゴールデンシアター / 成りあがり（2002年）
- 月曜ミステリー劇場（2003年）
  - 棟居刑事シリーズ 第2作 - 野中昭彦専務
  - 上条麗子の事件推理 第3作 - 須藤部長
- 金曜エンタテイメント（2004年）
  - サラリーマン刑事 第4作
  - 赤い霊柩車シリーズ 第19作 - 吉田重夫
- 海峡を渡るバイオリン（2004年）
- 金曜エンタテイメント / WATER BOYS 2005夏 前編（2005年）
- 水曜ミステリー9 / 指紋捜査官・塚原宇平の神業 第2作「指紋は語る」（2006年）
- 火曜ドラマゴールド / バカラ（2006年）
- 土曜プレミアム / 太郎と次郎〜反省ザルとボクの夢〜（2007年）
- 正月ドラマスペシャル / ファイブ（2008年）
- たったひとりの反乱（2008年）
- 月曜名作劇場 「銭の捜査官 西カネ子2」（2019年） - 山西耕造

### 映画
- 学生やくざ（1974年）
- ジブンレース
- DEATH NOTE2
- 東京タワー（2005年）
- ハゲタカ（2009年）

### 教育番組
- なかよしリズム（NHK）
- エイゴビート（NHK Eテレ）

### その他
- ザ・ワイド（NTV）※再現ドラマに出演
- ウルトラ情報局（ファミリー劇場）
- Mr.サンデー（CX）※再現ドラマに出演
- 太田光の私が総理大臣になったら…秘書田中。（NTV）※再現ドラマに出演
- 探偵!ナイトスクープ（ABC、2016年9月23日）「50年前の歌のお兄さんに会いたい」企画
- 超入門!落語 THE MOVIE
- ダウンタウンのガキの使いやあらへんで!（NTV、2019年3月17日）「フレディさんと街ブラ」 コロッケ屋の大将